# Зайцева Речка
За́йцева Ре́чка — посёлок в России, находится в Нижневартовском районе, Ханты-Мансийского автономного округа — Югры. Входит в состав Сельского поселения Зайцева Речка.
Население на 1 января 2008 года составляло 757 человек.
Почтовый индекс — 628645, код ОКАТО — 71119912001.

## Статистика населения
| Год  | Численность постоянного населения (среднегодовая) |
| ---- | ------------------------------------------------- |
| 2002 |                                                   |
| 2008 | 757                                               |
| 2010 |                                                   |

## Климат
Климат резко континентальный, зима суровая, с сильными ветрами и метелями, продолжающаяся семь месяцев. Лето относительно тёплое, но быстротечное.